# Cyclopina kieferi
Cyclopina kieferi is een eenoogkreeftjessoort uit de familie van de Cyclopinidae. De wetenschappelijke naam van de soort is voor het eerst geldig gepubliceerd in 1936 door Schafer.